# Nemo me impune lacessit
Nemo me impune lacessit (латински за: Нико ме не повређује некажњен, у буквалнијем преводу: Нико ме не изазива некажњен / шкотски: Wha daur meddle wi me) је краљевски мото Шкотске, у употреби од времена Краљевства Шкотске где се појавио на грбу. Данас је то мото британског монарха који употребљава у Шкотској као и мото који се појављује на Краљевском грбу Уједињеног Краљевства за употребу у овој конститутивној држави.
Ово је и мото неколико батаљона Британске армије, међу којима и чувене Црне Страже, а једно време је и био утискиван у кованице од једне фунте. То је мото и једног од најстаријих витешких редова у Шкотској - Реда Чичка.
Чичак је иначе национални цвет Шкотске, па одатле вуче порекло и легенда о настанку овог мотоа. Наиме, по предању, приликом ноћног напада Данаца на старо краљевство Шкота, један од нападача је случајно стао на чичак, и испустио крик што је узбунило браниоце и спасило Шкотску. У том својству, ме (мене) у моту, се односи на сам чичак, као симбол Шкотске. Данас се значење проширило на шкотску Круну и батаљоне који су мото усвојили.